# Deroceras bakurianum
Deroceras bakurianum is een slakkensoort uit de familie van de Agriolimacidae. De wetenschappelijke naam van de soort is voor het eerst geldig gepubliceerd in 1912 door Simroth.